# Pascal Royère
Pascal Royère (ภะซจะล Rโยèรเ) est un archéologue français né le 25 juillet 1965 à Saint-Geniès-Bellevue et mort le 5 février 2014 à  Villeneuve-lès-Bouloc,,,. Après avoir travaillé avec la mission archéologique de Douras-Europos, Pascal Rayère rejoint l'Ecole Française d'extrême-Orient où il se lance dans la restauration des monuments d'Angkor dès la reprise des chantiers en 1993 après le départ des khmers rouges. Après la restauration de la terrasse du roi lêpreux et des éléphants, en 1995, l'EFEO le missionner pour le gigantesque chantier de rénovation du Baphûon d'Angkor Thom débuté par Bernard-Philiipe Groslier avec la méthode d'anastylose mais qu'il a été contraint d'abandonner à son grand regret avec la prise de pouvoir des khmers rouges en 1971.

## Biographie
Après l'obtention de son diplôme d'architecte DPLG à l'École nationale supérieure d'architecture de Nantes, il rejoint, en 1993, la Mission archéologique franco-américaine de Doura-Europos en Syrie, sous la direction de Pierre Leriche (CNRS). Il se voit alors confier la mise en œuvre de la première phase du programme de restauration de la façade du Palais du Stratège de Doura-Europos.

### Carrière à l'EFEO et conservation d'Angkor
En 1993, Pascal Royère est recruté en tant que chercheur associé par l'Ecole française d'Extrême-Orient. En effet, l'année 1993 est la réouverture des chantiers de l'EFEO à Angkor qui débute avec la terrasse du roi lépreux et la terrasse des éléphants avant de rouvrir le chantier du Baphûon en 1995.
Pascal Royère doit conduire à Siem Reap et sous la direction de Jacques Dumarçay, un programme de maintenance des temples du petit circuit du parc archéologique d'Angkor. Dans le même temps il terminera la consolidation du perron Sud de la Terrasse des Éléphants au cœur d'Angkor Thom.
En 1994 il effectue l'étude complète du Kléang sud, puis il entreprend la description architecturale d'Angkor Vat.

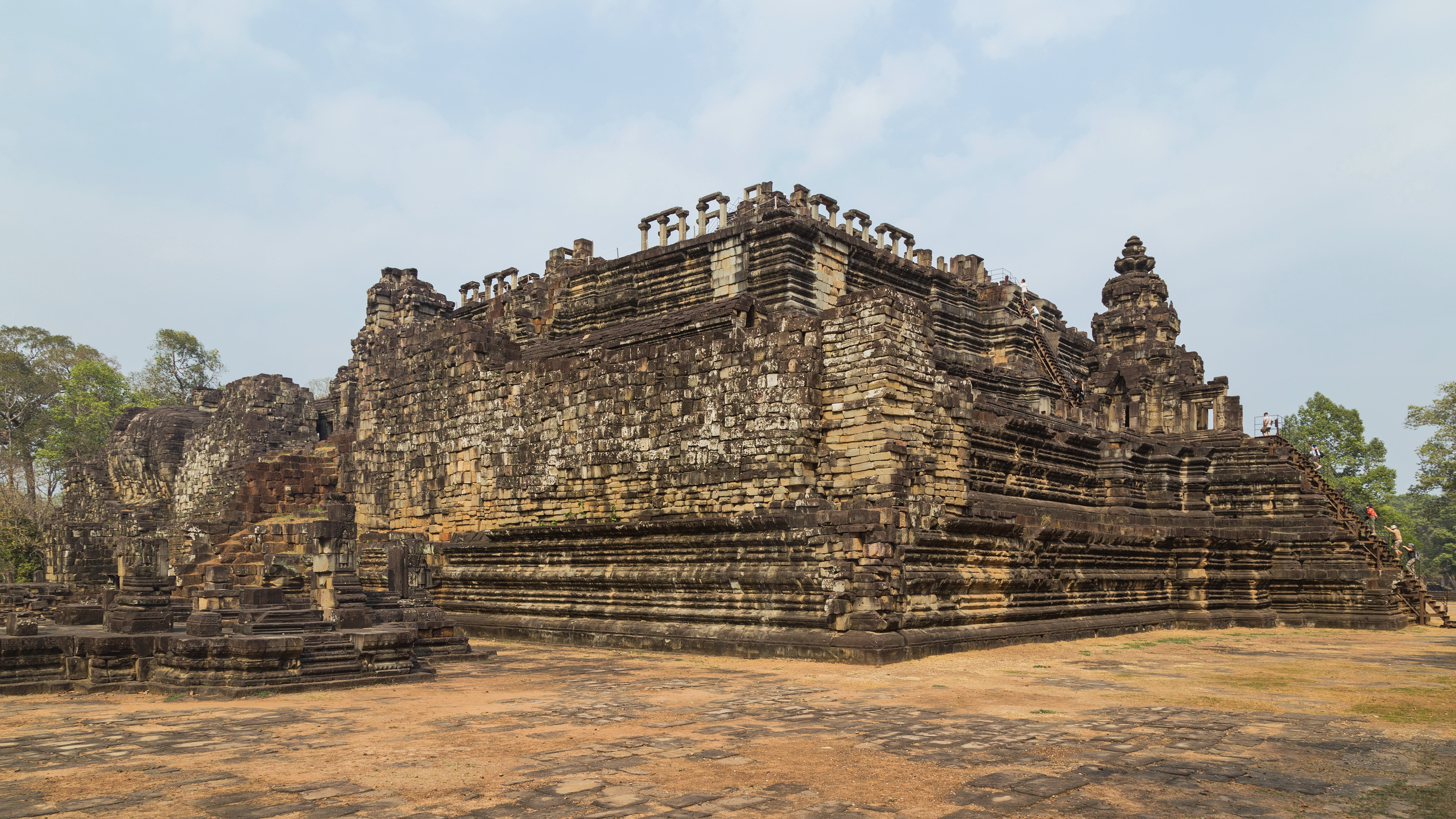
Baphûon en 2016

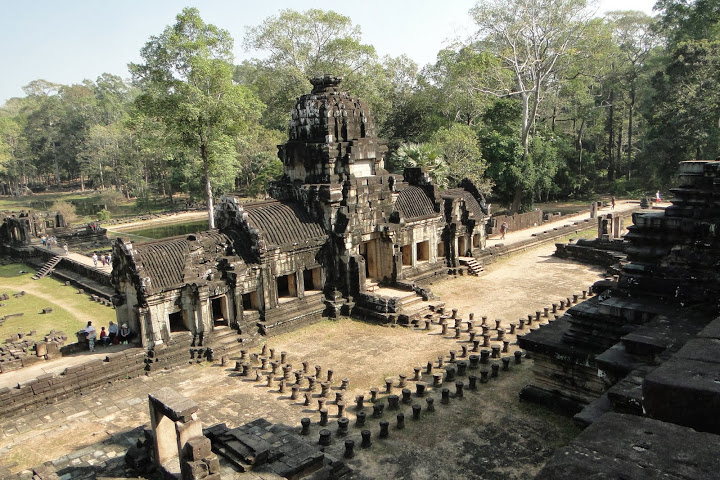
Baphûon 2012

Pascal Royère a la responsabilité en 1995 de la restauration du Baphûon, le plus élevé des temples-montagne d'Angkor, toujours sous la direction de l'architecte Jacques Dumarçay, un temple sur lequel les premiers travaux ont débuté en 1908 et qui posait en 1995 d'énormes problèmes. En effet une anastylose avait été entreprise sur le Baphûon par Bernard-Philippe Groslier, tous les blocs avaient été déposés sur 10 ha, numérotés avant la prise de pouvoir de Pol Pot, près de 300 000 pierres en attente d'être remontées et retrouver leur place initiale, seulement 20% du temple avait été remonté en 1971 en urgence avant l'arrivée des khmers rouges,.
L'anastylose est une méthode créé par Theodoor van Erp sur le temple de Borobudur de 1907 à 1911 puis appliqué en 1930 sur Banteay Srei par Henri Marchal .
Mais le passage des Khmers rouges a fait disparaitre les plans correspondants, les ouvriers ont été déportés, Bernard-Philippe Groslier est mort d'une crise cardiaque en 1986. En raison de la complexité extrême du programme, Pascal Royère entreprend, sous la direction de Bruno Dagens, la préparation d'un doctorat centré sur l'histoire de ce monument, doctorat en histoire de l'Art qu'il a soutenu en 2002 à l'Université de Paris Sorbonne.
L'EFEO fait appel à Jacques Dumarçay alors en retraite. A 30 ans Pascal Royère intègre alors l'EFEO. Pour pallier la disparition des documents, Jacques Dumarçay utilise la modélisation technologie 3D. Puis il retrouve 40 ouvriers ayant survécu à la fureur khmers rouges. Par chance, Pascal Royère retrouve des documents rédigés par Jean Commaille et ayant été soustraits aux khmers rouges et envoyés à Paris.
Pour mener à bien le chantier l'équipe Dumarçay, Royère disposent seulement d'un budget de dix millions d'euros apportés par le gouvernement français, et de l'encadrement de l'EFEO. Ils dirigèrent à cette occasion une équipe de 300 ouvriers cambodgiens.
L’inauguration du Baphûon restauré a eu lieu le 3 juillet 2011, en la présence du roi Norodom Sihamoni et du premier ministre français François Fillon.
Pascal Royère a assumé, dès avril 2012, la conduite initiale du chantier complexe de restauration au Mebon occidental sur une île située au milieu du Baray occidental. Le Mebon occidental est un temple fondé au XIe siècle et alors en ruines sur un îlot relié à une digue, laquelle a été édifiée sur un plan carré par les khmers, cette digue contenant un bassin, le tout étant au centre de l'immense bassin du baray occidental. Après étude et débroussaillage, le chantier a été ouvert en 2013 et il a été poursuivi après le décès de Pascal Royère jusqu'à complète réussite en 2018.
En janvier 2014, Pascal Royère est nommé commandeur des Arts et des Lettres.

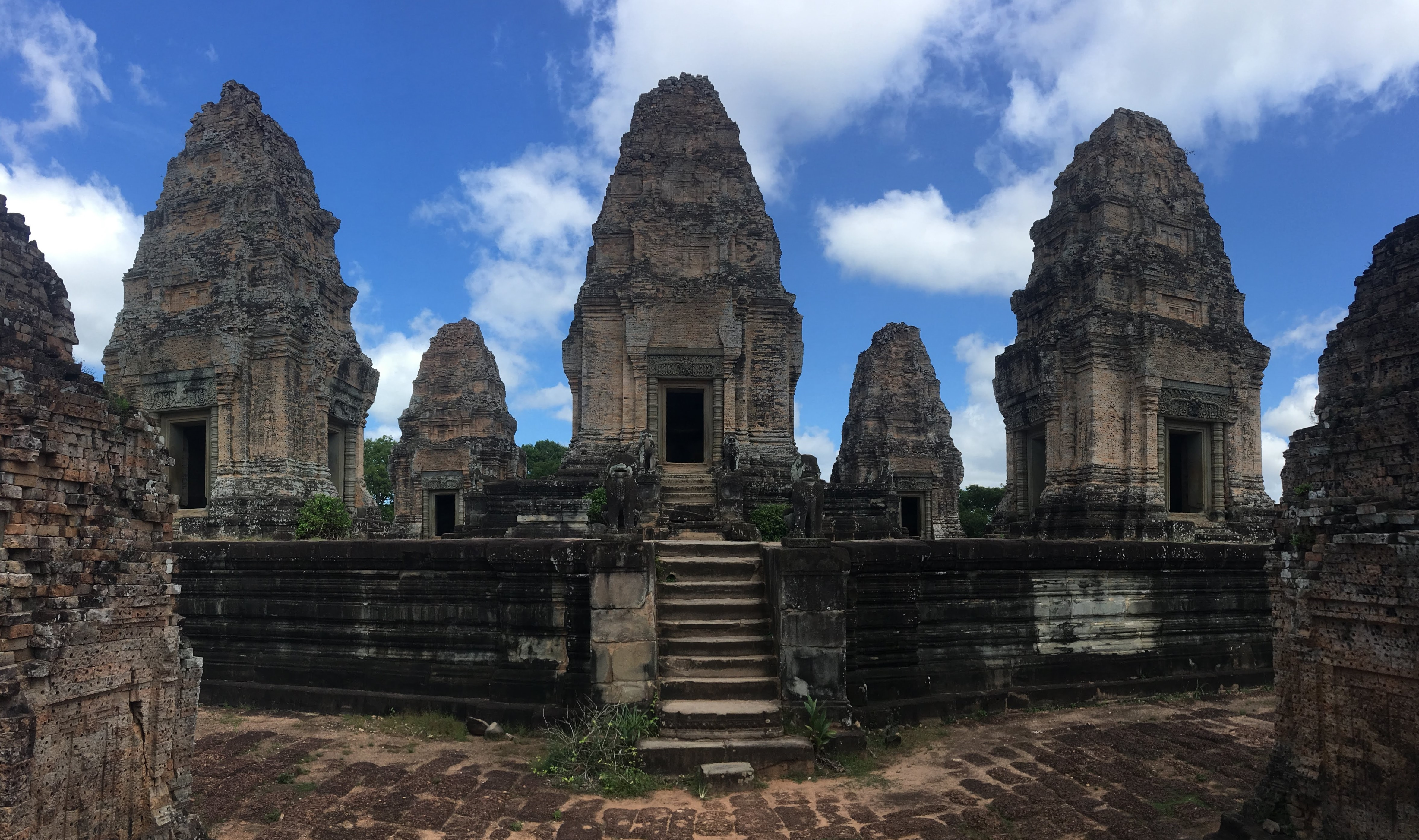
Mebon

Le 5 Février 2014, Pascal Royère décède à l'âge de 48 ans, après cinq mois de maladie,,.

### Hommages
« Pascal Royère, à la carrure d’athlète, allure d’intello à lunette filiforme, parlant couramment Khmer, avait su tisser des liens très forts avec les Cambodgiens et devenir un partenaire irremplaçable des scientifiques et professionnels internationaux». Selon les paroles d'Aurélie Filipetti, ministre de la Culture et de la communication qui s'exprimait ainsi à l'époque dans l'hommage qu'elle a rendu à Pascal Royère en s’associant à la douleur de ses proches.
Près de 450 personnes s’étaient rassemblées ce vendredi, à l’église de Villeneuve-les Bouloc, pour lui rendre un dernier hommage. Une cérémonie a eu lieu au même moment au Vat Svay Pomiet pagode située au nord de l’aéroport de Siem Reap, sur les berges du Baray occidental.

## Distinctions
- Grand Prix de la fondation Prince Louis de Polignac, en 2007.
- Grand Prix d'archéologie de la fondation Simone et Cino del Duca, en 2011.
- Chevalier de l'Ordre national du Mérite.
- Chevalier de la Légion d'honneur.
- Grand officier de l'Ordre royal du Monisaraphon, en 2011.
- Médaille d'archéologie de l'Académie d'architecture, en 2012.
- Grand-Croix des Arts et des Lettres, en janvier 2014.

### Ressources en ligne
- « Pascal Royère », sur EFEO (consulté le 28 janvier 2021).
- Angkor, un temple sauvé des eaux, la restauration du Mebon occidental (Cambodge) : 2013-mai 2018 de Didier Fassio, 2018, 1: 16: 48: [voir en ligne] film documentaire produit par EFEO et PSL Université Paris « À Pascal Royère (1965-2014) et Pierre-André Lablaude (1947-2018) ».
- Angkor : L'aventure du Baphuon de Didier Fassio, 2009, 53' 38 [voir en ligne], documentaire subventionné par le ministère de la recherche et produit par l'École française d'Extrême Orient (EFEO), CinéTV et C Tout Comme ! International, avec la participation de Pascal Royère, Christophe Pottier et Jacques Gaucher.
- Pierre Pichard, « In memoriam Pascal Royère (1965-2014) », Bulletin de l'École française d'Extrême-Orient, t. 99,‎ 2012-2013, p. 11-13 (lire en ligne, consulté le 28 janvier 2021).
- Franciscus Verellen, « Hommage à Pascal Royère (1965-2014) : du temple-montagne Baphuon au sanctuaire du Mébon occidental », Comptes rendus des séances de l'Académie des Inscriptions et Belles-Lettres, no 2,‎ 2014, 158e année, p. 769-782 (lire en ligne, consulté le 28 janvier 2021).
- Pascal Royère présente du projet de restauration du Mébon Occidental en juin 2013, video de l'EFEO https://www.youtube.com/watch? v=C8Pphyb2GVM (consulté le 21 avril 2021)
- Les grandes étapes de restauration du Mébon Occidental de 2012 à 2018, vidéo de l'EFEO https://www.youtube.com/watch?v=sIHqztiC9m4
- L'aventure du Baphûon https://www.youtube.com/watch?v=CWlw_PGtEHA